# Manual of British Botany
Manual of British Botany (abreviado Man. Brit. Bot.) es un libro con ilustraciones y descripciones botánicas que fue escrito por el botánico y arqueólogo inglés Charles Cardale Babington y publicado en el año 1843 con el nombre de Manual of British Botany, containing the flowering plants and ferns, se realizaron 9 ediciones.

## Publicación
- Edición nº 1: May-Jul 1843;
- Edición nº 2: Jan-Jul 1847;
- Edición nº 3: 1851;
- Edición nº 4: 1856;
- Edición nº 5: 1862;
- Edición nº 6: Jan-Sep 1867;
- Edición nº 7: May-Jun 1874;
- Edición nº 8(1): Aug 1881;
- Edición nº 8(2): Aug 1883;
- Edición nº 9: May-Sep 1904